# بيتر سكوت (صحفي)
بيتر سكوت (بالإنجليزية: Peter Scott)‏ هو صحفي بريطاني، ولد في 1 أغسطس 1946.